# مبرهنة التقوية الصغيرة
مبرهنة التقوية الصغيرة أو مبرهنة التقوية الضعيفة (بالإنجليزية: small gain theorem)‏ مبرهنة تسمح لنا بدراسة استقرار النظم الخطية واللاخطية سواء أن كانت من نوع سيزو أو ميمو أي سواء أن كانت ذا مدخل ومخرج واحد أو كانت ذات عدة مداخل و/أو مخارج.

## مبرهنة التقوية الضعيفة
إذا كانت دالة تحويل النظام الحلقة المفتوحة (بالإنجليزية: open loop)‏
{\displaystyle {\mathcal {}}Q(jw)}
مستقرة فإن النظام بالحلفة المغلقة (بالإنجليزية: closed loop)‏ يكون مستقرا إذا كان ما يلي:
{\displaystyle \rho (Q(jw))<1\forall w}
حيث {\displaystyle {\mathcal {}}\rho (A)} تمثل القطر الطيفي للمصفوفة A أي :
{\displaystyle \rho (A)=max_{i}\left|(\lambda _{i}(A)\right|}
مع {\displaystyle {\mathcal {}}\lambda (A)} هي القيم الذاتية للمصفوفة A

## برهان لمي
القطر الطيفي (بالإنجليزية: spectral radius)‏ لمصفوفة ما يكون دائما أصغر أو يساوي القيمة المطلقة المشتقة (بالإنجليزية: induced norm)‏ للمصفوغة A.
{\displaystyle \rho (A)\leq \left\|A\right\|_{i}}

## صياغة أخرى لمبرهنة التقوية الصغيرة
بناء على الليما أعلاه فإنه يمكننا إعادة صياغة مبرهنة التقوية الضعيفة كما يلي:
إذا كان النظام بالحلقة المفتوحة {\displaystyle {\mathcal {}}Q} مستقر فإن النظام بالحلقة المغلقة يكون مستقر في حالة كان ما يلي:
{\displaystyle \left\|Q\right\|_{i}<1\forall w}
اختيارنا للقيمة المشتقة (بالإنجليزية: 2 induced 2-norm)‏ يعطينا الصياغة التي تقول أن القيمة الفردية العليا (بالإنجليزية: maximum singular value)‏ يجب أن تكون أصغر من واحد حتى يكون النظام مستقرا.
في الأخير تجدر الإشارة إلى أن هذه المبرهنة أي شروطها كافية للاستقرار ولكنها ليست ضرورية أي أنه إذا تغيب شرط من من شروط هذه المبرهنة فإن النظام يمكن أن يكون مع ذلك مستقرا وإذا توفرت فيه شروط المبرهنة فإنه حتما مستقر.